# Lithurgini
Lithurgini es una tribu de abejas de la familia Megachilidae. 

## Géneros
Contiene los siguientes géneros según BioLib:
- Lithurgus Berthold, 1827
- Microthurge Michener, 1983
- Trichothurgus Moure, 1949